# 1-я гвардейская истребительная авиационная дивизия
1-я гварде́йская истреби́тельная авиацио́нная Сталинградско-Берли́нская Краснознамённая диви́зия (1-я гв. иад) — соединение Военно-Воздушных сил (ВВС) Вооружённых Сил РККА, принимавшее участие в боевых действиях Великой Отечественной войны.

## Наименования дивизии
- 220-я истребительная авиационная дивизия;
- 1-я гвардейская истребительная авиационная дивизия;
- 1-я гвардейская истребительная авиационная Сталинградская дивизия;
- 1-я гвардейская истребительная авиационная Сталинградская Краснознамённая дивизия;
- 1-я гвардейская истребительная авиационная Сталинградско-Берлинская Краснознамённая дивизия;
- Войсковая часть (Полевая почта) 06928.

## Создание дивизии
1-я гвардейская истребительная авиационная дивизия создана путём переименования 220-й истребительной авиационной дивизии в гвардейскую

## Расформирование дивизии
Дивизия была расформирована летом 1986 года

## В действующей армии
- с 4 февраля 1943 года по 9 января 1944 года[3], всего 341 день
- с 1 июня 1944 года по 7 сентября 1944 года[3], всего 99 дней
- с 21 ноября 1944 года по 9 мая 1945 года[3], всего 170 дней

Итого: 610 дней

## Командир дивизии
- Полковник (с 28 мая 1943 года генерал-майор авиации) Утин Александр Васильевич[4]. Период нахождения в должности: с 3 февраля 1943 по 19 июня 1943 года
- Подполковник Крупенин Иван Владимирович[5] — с 20 июня 1943 года по 2 августа 1943 года.
- Полковник Сухорябов, Владимир Викентьевич[6] — с 3 августа 1943 года по сентябрь 1945 года
- Подполковник Крупенин Иван Владимирович[5] — с сентября 1945 года по май 1946 года
- Полковник Сухорябов, Владимир Викентьевич[6] — с мая 1946 года по июнь 1948 года

## В составе объединений
| Дата            | Фронт (округ)                                   | Армия                | Корпус                                               | Примечания                          |
| --------------- | ----------------------------------------------- | -------------------- | ---------------------------------------------------- | ----------------------------------- |
| 04.02.1943 года | Донской фронт                                   | 16-я воздушная армия | -                                                    | -                                   |
| 15.02.1943 года | Центральный фронт                               | 16-я воздушная армия | -                                                    | -                                   |
| 20.10.1943 года | Белорусский фронт                               | 16-я воздушная армия | -                                                    | -                                   |
| 09.01.1944 года | Резерв Ставки ВГК                               | -                    | -                                                    | -                                   |
| 01.06.1944 года | 1-й Белорусский фронт                           | 16-я воздушная армия | -                                                    | -                                   |
| 03.07.1944 года | 1-й Белорусский фронт                           | 6-я воздушная армия  | -                                                    | -                                   |
| 07.09.1944 года | Резерв Ставки ВГК                               | -                    | -                                                    | -                                   |
| 21.11.1944 года | 1-й Белорусский фронт                           | 16-я воздушная армия | -                                                    | -                                   |
| 10.06.1945 года | Группа советских оккупационных войск в Германии | 16-я воздушная армия | -                                                    | -                                   |
| 06.07.1945 года | Группа советских оккупационных войск в Германии | 16-я воздушная армия | 6-й истребительный авиационный корпус                | -                                   |
| 25.01.1946 года | Особый военный округ (Восточная Пруссия)        | 15-я воздушная армия | 11-й истребительный авиационный корпус               | -                                   |
| 01.04.1946 года | Прибалтийский военный округ                     | 15-я воздушная армия | 11-й истребительный авиационный корпус               | -                                   |
| 10.01.1949 года | Прибалтийский военный округ                     | 30-я воздушная армия | 54-й истребительный авиационный корпус               | -                                   |
| 05.11.1955 года | Прибалтийский военный округ                     | 30-я воздушная армия | 54-й истребительный авиационный корпус расформирован | в непосредственном подчинении армии |
| 06.1986         | Прибалтийский военный округ                     | 30-я воздушная армия | -                                                    | расформирована                      |

## Части и отдельные подразделения дивизии
За весь период своего существования боевой состав дивизии претерпевал изменения, в различное время в её состав входили полки:
- 30-й гвардейский Барановичский Краснознамённый ордена Суворова истребительный авиационный полк
- 53-й гвардейский истребительный Сталинградский ордена Ленина авиационный полк
- 54-й гвардейский истребительный Керченский авиационный полк
- 55-й гвардейский Харьковский Краснознамённый ордена Александра Невского истребительный авиационный полк
- 67-й гвардейский Барановичский Краснознамённый ордена Суворова истребительный авиационный полк
- 739-й истребительный авиационный полк

## Участие в операциях и битвах
- Курская битва[5] c 5 июля 1943 года по 23 августа 1943 года
- Орловская операция «Кутузов» — с 12 июля 1943 года по 18 августа 1943 года
- Черниговско-Припятская операция — с 26 августа 1943 года по 30 сентября 1943 года.
- Калинковичско-Мозырская операция — с января 1944 года по февраль 1944 года.
- Рогачёвско-Жлобинская операция — с 21 февраля 1944 года по 26 февраля 1944 года.
- Белорусская операция «Багратион»[5] — с 23 июня 1944 года по 29 августа 1944 года.
- Бобруйская операция[5] — с 24 июня 1944 года по 29 июня 1944 года.
- Люблин-Брестская операция[5] — с 17 июля 1944 года по 2 августа 1944 года.
- Висло-Одерская операция — с 12 января 1945 года по 3 февраля 1945 года.
- Варшавско-Познанская операция[5] — с 14 января 1945 года по 3 февраля 1945 года.
- Восточно-Померанская операция[5]- с 1 марта 1945 года по 4 апреля 1945 года.
- Берлинская операция[5] — с 16 апреля 1945 года по 8 мая 1945 года.

## Статистика боевых действий
За период с 5 июля по 25 июля 1943 года
| Боевых вылетов | Проведено воздушных боёв | Сбито самолётов противника | Свои потери |
| -------------- | ------------------------ | -------------------------- | ----------- |
| 960            | 96                       | 120                        | 48          |

## Почётные наименования
- 1-й гвардейской истребительной авиационной дивизии за показанные образцы мужества и геройства в борьбе против фашистских захватчиков и в целях дальнейшего закрепления памяти о героических подвигах сталинских соколов 4 мая 1943 года присвоено почётное наименование «Сталинградская»[8]
- 53-му гвардейскому истребительному авиационному полку за показанные образцы мужества и геройства в борьбе против фашистских захватчиков и в целях дальнейшего закрепления памяти о героических подвигах сталинских соколов 4 мая 1943 года присвоено почётное наименование «Сталинградский»[8]
- 54-му гвардейскому истребительному авиационному полку за показанные образцы мужества и геройства в борьбе против фашистских захватчиков и в целях дальнейшего закрепления памяти о героических подвигах сталинских соколов 4 мая 1943 года присвоено почётное наименование «Керченский»[8].
- 55-му гвардейскому истребительному авиационному полку за показанные образцы мужества и геройства в борьбе против фашистских захватчиков и в целях дальнейшего закрепления памяти о героических подвигах сталинских соколов 4 мая 1943 года присвоено почётное наименование «Харьковский»[8]
- 1-й гвардейской Сталинградской Краснознамённой истребительной авиационной дивизии присвоено почётное наименование «Берлинская»[9]

## Награды
- 1-я гвардейская истребительная авиационная Сталинградская дивизия за образцовое выполнение заданий командования в боях с немецкими захватчиками за овладение городом и крепостью Демблин (Ивангород) и проявленные при этом доблесть и мужество Указом Президиума Верховного Совета СССР от 9 августа 1944 года награждена орденом Красного Знамени[10].
- 30-й гвардейский истребительный авиационный полк за образцовое выполнение заданий командования в боях с немецкими захватчиками и проявленные при этом доблесть и мужество Указом Президиума Верховного Совета СССР от 2 сентября 1943 года награждён орденом Красного Знамени[10].
- 53-й гвардейский истребительный авиационный Сталинградский полк за образцовое выполнение заданий командования в боях с немецкими захватчиками и проявленные при этом доблесть и мужество Указом Президиума Верховного Совета СССР от 2 сентября 1943 года награждён орденом Ленина[10].
- 53-й гвардейский истребительный авиационный Сталинградский ордена Ленина полк за образцовое выполнение заданий командования в боях с немецкими захватчиками при овладении городами Штаргард, Наугард, Польцин и проявленные при этом доблесть и мужество Указом Президиума Верховного Совета СССР от 26 апреля 1945 года награждён орденом Александра Невского[11].
- 54-й гвардейский истребительный авиационный Керченский полк Указом Президента Союза Советских Социалистических Республик от 21 сентября 1990 года награждён орденом Красного Знамени[12]
- 55-й гвардейский истребительный авиационный Харьковский полк за образцовое выполнение заданий командования в боях с немецкими захватчиками при овладении городами Штаргард, Наугард, Польцин и проявленные при этом доблесть и мужество Указом Президиума Верховного Совета СССР от 26 апреля 1945 года награждён орденом Александра Невского[11].
- 55-й гвардейский истребительный авиационный Харьковский ордена Александра Невского полк за образцовое выполнение заданий командования в боях с немецкими захватчиками при овладении городом Бранденбург и проявленные при этом доблесть и мужество Указом Президиума Верховного Совета СССР от 28 мая 1945 года награждён орденом Красного Знамени[11].

## Благодарности Верховного Главнокомандующего
Воинам дивизии объявлены благодарности Верховного Главнокомандующего:
- За прорыв обороны немцев на бобруйском направлении, юго-западнее города Жлобин и севернее города Рогачев[13].
- За отличия в боях в наступлении из района Ковеля, при прорыве сильно укрепленной обороны немцев и при продвижении за три дня наступательных боев вперед до 50 километров, при расширении прорыва до 150 километров по фронту, при занятии более 400 населенных пунктов, в том числе крупных населенных пунктов Ратно, Малорыта, Любомль, Опалин и выходе к реке Западный Буг[14].
- За отличие в боях при овладении городом и крепостью Демблин (Ивангород) — крупным железнодорожным узлом и мощным опорным пунктом обороны немцев на реке Висла[15].
- За отличие в боях при овладении городом Варшава — важнейшим стратегическим узлом обороны немцев на реке Висла[16].
- За отличие в боях при овладении городами Лодзь, Кутно, Томашув (Томашов), Гостынин и Ленчица[17].
- За отличие в боях при овладении городами Штаргард, Наугард, Польцин — важными узлами коммуникаций и мощными опорными пунктами обороны немцев на штеттинском направлении[18].
- За отличие в боях при овладении городами Франкфурт-на-Одере, Вандлитц, Ораниенбург, Биркенвердер, Геннигсдорф, Панков, Фридрихсфелъде, Карлсхорст, Кепеник и вступление в столицу Германии город Берлин[19].
- За отличие в боях при штурме и овладении городом Бранденбург — центром Бранденбургской провинции и мощным опорным пунктом обороны немцев в Центральной Германии[20].

## Герои Советского Союза
| - Балюк Иван Фёдорович, гвардии капитан, командир эскадрильи 54-го гвардейского истребительного авиационного полка 1-й гвардейской истребительной авиационной дивизии 16-й Воздушной армии Указом Президиума Верховного Совета СССР от 24 августа 1943 года удостоен звания Герой Советского Союза. Золотая Звезда № 1124 - Батяев Василий Сергеевич, гвардии капитан, командир эскадрильи 53-го гвардейского истребительного авиационного полка 1-й гвардейской истребительной авиационной дивизии 16-й Воздушной армии Указом Президиума Верховного Совета СССР от 15 мая 1946 года удостоен звания Герой Советского Союза. Золотая Звезда № 6204 - Бенделиани Чичико Кайсарович, гвардии майор, штурман эскадрильи 54-го гвардейского истребительного авиационного полка 1-й гвардейской истребительной авиационной дивизии 16-й Воздушной армии Указом Президиума Верховного Совета СССР от 24 августа 1943 года удостоен звания Герой Советского Союза. Золотая Звезда № 1741 - Боровков, Виктор Дмитриевич, гвардии капитан, командир эскадрильи 30-го (?) гвардейского истребительного авиационного полка 1-й гвардейской истребительной авиационной дивизии 30-й воздушной армии Указом Президиума Верховного Совета СССР от 6 декабря 1949 года удостоен звания Герой Советского Союза. Золотая Звезда № 6616. - Горголюк Александр Иванович, гвардии старший лейтенант, командир звена 30-го гвардейского истребительного авиационного полка 1-й гвардейской истребительной авиационной дивизии 16-й Воздушной армии Указом Президиума Верховного Совета СССР от 2 сентября 1943 года удостоен звания Герой Советского Союза. Золотая Звезда № 1112 - Дубенок Геннадий Сергеевич, гвардии капитан, командир эскадрильи 53-го гвардейского истребительного авиационного полка 1-й гвардейской истребительной авиационной дивизии 16-й Воздушной армии Указом Президиума Верховного Совета СССР от 24 августа 1943 года удостоен звания Герой Советского Союза. Золотая Звезда № 1093 - Кобылецкий Иван Иванович, гвардии майор, заместитель командира 53-го гвардейского истребительного авиационного полка 1-й гвардейской истребительной авиационной дивизии 16-й Воздушной армии Указом Президиума Верховного Совета СССР от 15 мая 1946 года удостоен звания Герой Советского Союза. Золотая Звезда № 2872 - Латышев Владимир Александрович, гвардии старший лейтенант, заместитель командира эскадрильи 67-го гвардейского истребительного авиационного полка 1-й гвардейской истребительной авиационной дивизии 16-й Воздушной армии Указом Президиума Верховного Совета СССР от 4 февраля 1944 года удостоен звания Герой Советского Союза. Золотая Звезда № 3203 - Михайлик Яков Данилович, гвардии старший лейтенант, заместитель командира эскадрильи 54-го гвардейского истребительного авиационного полка 1-й гвардейской истребительной авиационной дивизии 16-й Воздушной армии Указом Президиума Верховного Совета СССР от 15 мая 1946 года удостоен звания Герой Советского Союза. Золотая Звезда № 9060 - Новичков Степан Матвеевич, гвардии старший лейтенант, заместитель командира эскадрильи 67-го гвардейского истребительного авиационного полка 1-й гвардейской истребительной авиационной дивизии 16-й Воздушной армии Указом Президиума Верховного Совета СССР от 4 февраля 1944 года удостоен звания Герой Советского Союза. Золотая Звезда № 2808 - Поляков Виталий Константинович, гвардии младший лейтенант, старший лётчик 54-го гвардейского истребительного авиационного полка 1-й гвардейской истребительной авиационной дивизии 16-й Воздушной армии Указом Президиума Верховного Совета СССР от 2 сентября 1943 года удостоен звания Герой Советского Союза. Золотая Звезда № 1747 - Ратников Пётр Петрович, гвардии старший лейтенант, командир эскадрильи 53-го гвардейского истребительного авиационного полка 1-й гвардейской истребительной авиационной дивизии 16-й Воздушной армии Указом Президиума Верховного Совета СССР от 24 августа 1943 года удостоен звания Герой Советского Союза. Посмертно - Ривкин Борис Миронович, гвардии капитан, командир эскадрильи 54-го гвардейского истребительного авиационного полка 1-й гвардейской истребительной авиационной дивизии 16-й Воздушной армии Указом Президиума Верховного Совета СССР от 24 августа 1943 года удостоен звания Герой Советского Союза. Золотая Звезда № 1743 - Федорчук Игорь Александрович, гвардии лейтенант, командир звена 67-го гвардейского истребительного авиационного полка 1-й гвардейской истребительной авиационной дивизии 16-й Воздушной армии Указом Президиума Верховного Совета СССР от 4 февраля 1944 года удостоен звания Герой Советского Союза. Золотая Звезда № 3205 |